# Comuna belga

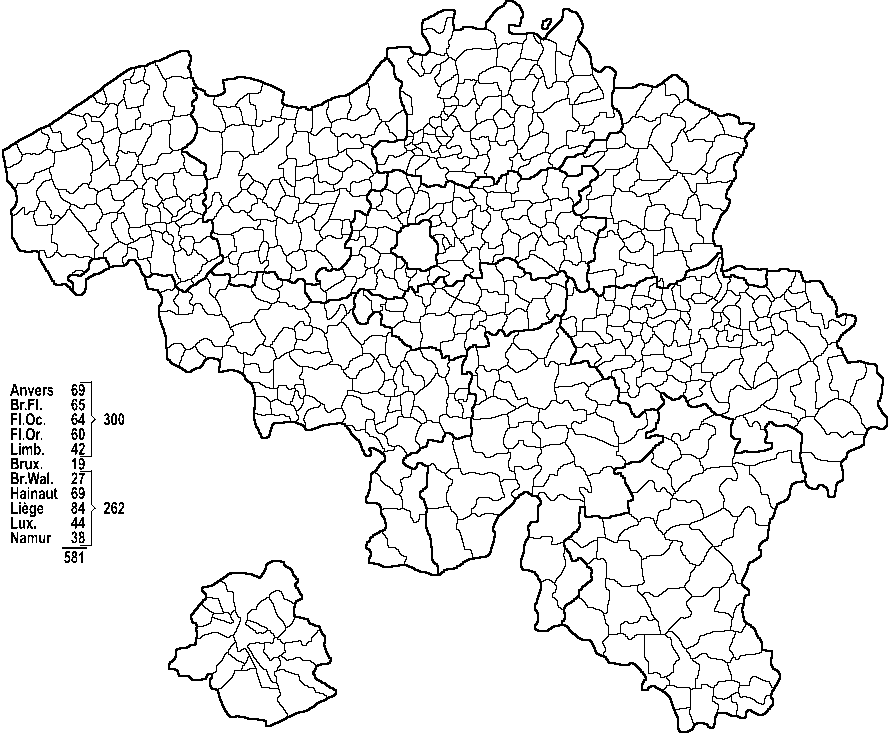
Mapa administrativo das comunas e províncias belgas

Uma comuna é uma unidade de organização territorial da Bélgica, equivalente ao município, noutros países. Existem ao todo 589 comunas (em neerlandês: gemeenten; em francês: communes; em alemão: gemeinde) que integram as províncias. As províncias belgas, por sua vez, fazem parte de  duas regiões (Valônia e Flandres). A terceira região, Bruxelas-Capital, constitui-se de 19 comunas que não pertencem a nenhuma província.
O arrondissement administrativo corresponde a um nível situado entre a província (ou região, no caso da capital) e a comuna. Um arrondissement administrativo é uma subdivisão de uma província e reúne várias comunas. Uma comuna é, portanto, o primeiro nível da democracia política, conforme o Capítulo VIII Das instituições provinciais e comunais da Constituição belga, a qual estabelece que suas competências cobrem tudo o que diz respeito ao "interesse comunal".

## Organização
A Bélgica é uma federação, e são os entes federados (as três regiões do país: Valônia, Flandres e Bruxelas) que mais diretamente exercem a tutela sobre as comunas belgas, observando-se que a  Valônia abdicou de parte das suas competências de tutela das 9 comunas da Comunidade Germanófona da Bélgica situadas na  região valona (mais precisament na Província de Liège e no  arrondissement administrativo de Verviers, nos cantões de Eupen e de Saint-Vith).
Uma comuna corresponde geralmente a uma cidade e as vilas que a circundam, ou a várias vilas ou, ainda, a uma vila mais importante e aldeias circundantes. A área de uma comuna belga varia consideravelmente: de 213,8 km², no caso de Tournai, até 1,1 km², no caso de Saint-Josse-ten-Noode. O mesmo ocorre com a população, que pode variar entre 461.496 (Antuérpia) e 82 habitantes (Herstappe). Existem actualmente 589 comunas na Bélgica, das quais 87 têm o título honorífico de cidade.
A administração da comuna é confiada ao burgomestre, ao [conselho comuna]]l e ao colégio comunal (ou colégio de escabinos, nas comunas bilíngues da região de Bruxelas). O burgomestre (em algumas comunas, chamado mayeur ou maire) é o representante da região e do Estado federal no território da comuna. O conselho comunal é a assembleia representativa da comuna, e regula todas as matérias de interesse comunal. É composto por membros eleitos diretamente, com mandato de seis anos, sendo que o número de conselheiros comunales pode variar de sete a 55, conforme o número de habitantes da comuna.
As reuniões do conselho não são  obrigatoriamente públicas, exceto nos casos de deliberações de maior interesse, como no caso da discussão do orçamento. Já o colégio comunal é composto pelos escabinos e pelo burgomestre. Ao colégio, compete executar as decisões do conselho. Os escabinos são eleitos, por voto secreto, pelo conselho comunal e pelo burgomestre. O burgomestre é nomeado pelo poder executivo da região, a partir de indicação do conselho comunal, com mandato de seis anos. Em princípio, é escolhido entre os membros do conselho.
Um arrondissement judiciário corresponde à instância mais baixa da justiça. Existem 27 arrondissements judiciários na Bélgica. Em cada um deles, há um procurador e seus substitutos, um tribunal de primeira instância, um tribunal comercial, um tribunal do trabalho e um tribunal de arrondissement, constituído pelo presidente do tribunal de primeira instância, pelo presidente do tribunal do travail e pelo presidente do tribunal de comércio. Cada arrondissement judiciário é subdividio em cantões.

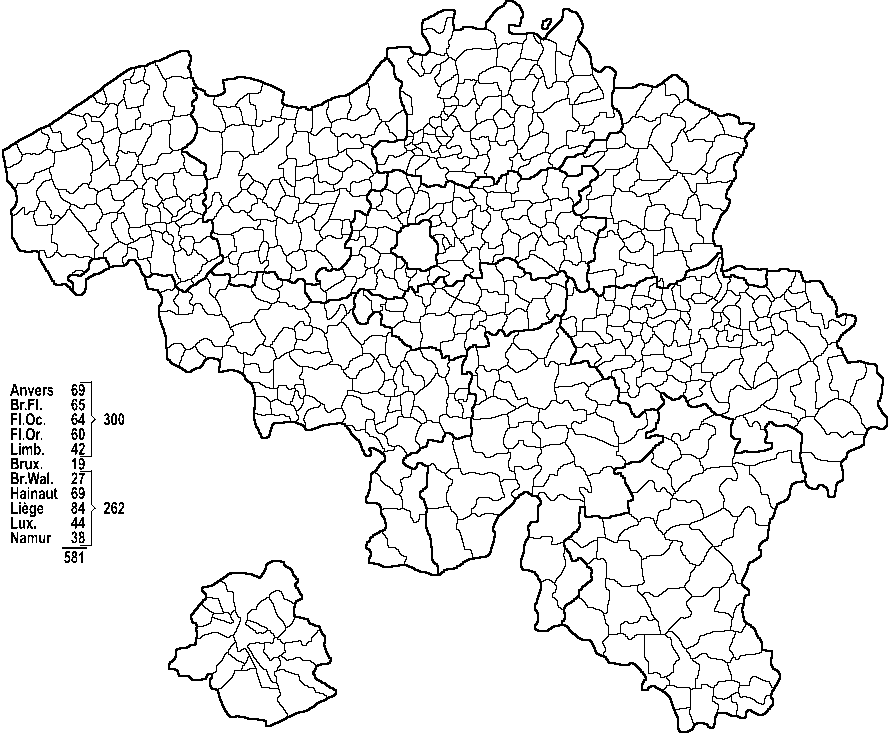
Mapa mostrando as províncias e as municípios da Bélgica

As comunas belgas não têm as mesmas atribuições nem a mesma organização, pois o federalismo belga atribui às regiões a plena competência para organizá-las politicamente. Na maioria dos casos, as comunas são as menores subdivisões administrativas da Bélgica, porém, nas comunas com mais de 100.000 habitantes, por iniciativa do conselho local, podem ser criadas entidades administrativas sub-municipais com conselhos eleitos. Assim, a comuna de Antuérpia, por exemplo, cuja população é superior a 460 000 habitantes, subdividiu-se em nove distritos (em neerlandês: districten).

## História

### Antes de 1830
As comunas, como uma divisão administrativa, foram oficialmente criadas em 1795, quando o Diretório reorganizou a estrutura do Antigo Regime. Comunas com menos de 5 000 habitantes foram agrupadas em municípios de cantão. Em 1800, esses municípios de cantão foram abolidas e novamente o número de comunas autónomas chegou a 2 776. A situação não mudou muito durante o Reino Unido dos Países Baixos, mas houve fusão das pequenas comunas.